# Colin Petersen
Colin Petersen (?, Queensland, Australija, 24. ožujka 1946. – ?, 18. studenog 2024.) bio je australski rock-bubnjar. Svirao je kao član sastava Bee Gees i s njima snimio prvih pet albuma u njihovoj međunarodnoj karijeri.

## Životopis
Colin svoju popularnu karijeru počinje vrlo rano sa sedam godina. Bio je zvijezda filma Smiley iz 1956. s Ralphom Richardsonom, ali već je u desetoj godini morao prestati s glumom pošto je njegova majka osjetila da to utječe na njegovo obrazovanje. Dok je išao u školu, razvio je osjećaj za glazbu, svirajući prvo glasovir, da bi kasnije prešao na bubnjeve. Nakon što je završio školovanje svirao je u nekoliko glazbenih sastava, koji uključuju i 'Steve and the Board' gdje se upoznao s Mauriceom Gibbom iz Bee Geesa.
Colin se 1966. seli u Englesku, ne znajući da će uskoro i Bee Gees učiniti isto. Ubrzo nakon toga kao stalni član ulazi u sastav na mjesto bubnjara.
1969. Bee Gees privremeno prestaje s radom jer su Vince Melouney i Robin Gibb radili na svojoj solo karijeri, dok je Colin s ostalim članovima radio na snimanju TV filma Cucumber Castle. Colin je odbijao da se pojavi u bilo kojoj drugoj sceni osim glazbenoj, što se nije svidjelo njihovom menadžeru Robertu Stigwoodu pa ga je udaljio s projekta, iako se on može čuti na nekoliko mjesta na albumu Cucumber Castle.

### Vrijeme nakon Bee Geesa
Nakon Bee Geesa jedno kratko vrijeme postao je bubnjar sastava 'Humpy Bong', koji je ime dobio po njegovoj školi u Australiji. Ostala dva člana su bili Tim Staffell (prethodno basista i vođa sastava 'Smile'), koji poslije toga odlazi u 'Queen' i gitarista Jonathan Kelly, koji nakon toga svoju karijeru nastavlja kao solo glazbenik.
Petersen je ostao u dobrim odnosima s braćom Gibb, osobito s Robinom Gibbom. Kasnije se vratio u Australiju, gdje je na kraju postao slikar i živi u Sydneyu.

## Diskografija

### Albumi s Bee Geesom
- Bee Gees' 1st 1967.
- Horizontal 1968.
- Idea 1968.
- Odessa 1969.
- Cucumber Castle 1970. (samo na nekim skladbama)

## Vanjske poveznice
- Colin Petersen u internetskoj bazi filmova IMDb-u (engl.)